# Oksana Ljaturynska

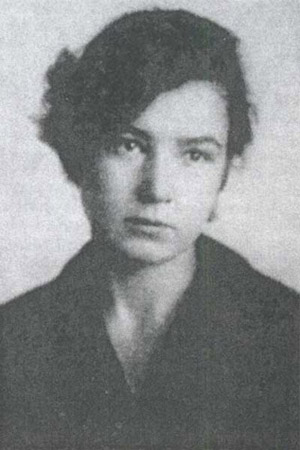
Oksana Ljaturynska

Oksana Sinajida Mychajliwna Ljaturynska (ukrainisch Оксана Зінаїда Михайлівна Лятуринська, tschechisch Oksana Ljaturynska, englisch Oksana Liaturynska; * 19. Januarjul. / 1. Februar 1902greg. in Chomy bei Staryj Oleksynez, Gouvernement Wolhynien, Russisches Kaiserreich; † 13. Juni 1970 in Minneapolis, Vereinigte Staaten) war eine ukrainische Dichterin und Bildhauerin.

## Leben
Oksana Ljaturynska kam auf einem Bauernhof Lisky (Ліски) im heutigen Chomy (Хоми) in der ukrainischen Oblast Ternopil, Rajon Sbarasch als Tochter eines Offiziers und einer von deutschen Kolonisten abstammenden Mutter zur Welt. In Kremenez besuchte sie das Gymnasium und schrieb erste Gedichte. Nachdem ihr Vater beschlossen hatte, sie im Alter von 20 Jahren gegen ihren Willen zu verheiraten, floh sie zu Verwandten, die bei Kateryniwka lebten. Diese unterstützten sie finanziell, so dass sie zu ihrem Bruder Iwan nach Deutschland reisen konnte.
1924 zog sie, ohne eine Aufenthaltsgenehmigung zu besitzen, ins tschechoslowakische Prag, wo sie Bekanntschaft mit ebenfalls in der Emigration lebenden, ukrainischen Dichtern wie Jewhen Malanjuk, Oleksa Stefanowytsch (Олекса Коронатович Стефанович; 1899–1970), Olena Teliha und Oleh Olschytsch schloss und aktiv am gesellschaftlichen und kulturellen Leben der ukrainischen Emigranten teilnahm. Nach Erlangung eines Schulabschlusses studierte sie an der Philosophischen Fakultät der Karls-Universität, an der tschechischen Kunstgewerbeschule und zwischen 1928 und 1931 am ukrainischen Atelier für bildende Kunst (Українська студія пластичного мистецтва). Außerdem wurde sie Mitglied in der Ukrainischen Vereinigung von Künstlern, Schriftstellern und Journalisten in Prag.
Sie schuf zahlreiche Skulpturen, Büsten von Taras Schewtschenko, Tomáš Garrigue Masaryk, Symon Petljura und Jewhen Konowalez, einige Grabsteine auf Prager Friedhöfen und 1932 ein Denkmal für die gefallenen Soldaten der Armee der ukrainischen Volksrepublik in Pardubice.
Als begabte und anerkannte Künstlerin für Porträtskulpturen nahm Ljaturynska an Kunstausstellungen in London, Paris und Berlin teil. Ihre Gedichte wurden in verschiedenen Zeitschriften veröffentlicht und 1938 erschien in Prag ihre Gedichtsammlung Husla (Гусла) und 1941 die dem Gedächtnis des Dichters Jurij Darahan gewidmete Sammlung Knjascha emal (Княжа емаль). Während des Zweiten Weltkriegs verlor sie nahezu vollständig ihr Gehör. Nach Kriegsende lebte sie 1945 in einem Lager für Vertriebene im westdeutschen Aschaffenburg und emigrierte 1949 in die Vereinigten Staaten, wo sie sich, mit Hilfe der Ukrainischen Union, in Minneapolis ansiedelte. Dort widmete sie sich sozialer und kreativer Arbeit, schuf weitere Skulpturen und schrieb Gedichte, die sie in Sammlungen veröffentlichte.
Ljaturynska starb 68-jährig in einem Krankenhaus in Minneapolis an Lungenkrebs. Die Urne mit ihrer Asche wurde auf dem St.-Andrew-Friedhof in South Bound Brook, New Jersey, gegenüber dem Grab von Jewhen Malanjuk, bestattet.
Sie gilt als eine der talentiertesten Mitglieder der „Prager Schule“ der ukrainischen Dichtung.